# Arcidiocesi di Hô Chí Minh
L'arcidiocesi di Hô Chí Minh (in latino Archidioecesis Hochiminhopolitana) è una sede metropolitana della Chiesa cattolica in Vietnam. Nel 2022 contava 713.677 battezzati su 8.635.962 abitanti. È retta dall'arcivescovo Joseph Nguyễn Năng.

## Territorio
L'arcidiocesi comprende l'intera municipalità di Ho Chi Minh, eccetto il distretto di Củ Chi, che appartiene alla diocesi di Phú Cuong.
Sede arcivescovile è la città di Hô Chí Minh, dove si trova la cattedrale di Notre-Dame.
Il territorio si estende su 2.093 km² ed è suddiviso in 203 parrocchie.

## Storia
Il vicariato apostolico della Cocincina occidentale fu eretto il 2 marzo 1844, ricavandone il territorio dal vicariato apostolico della Cocincina (oggi diocesi di Quy Nhơn).
Il 30 agosto 1850 cedette una porzione di territorio a vantaggio dell'erezione del vicariato apostolico della Cambogia (oggi vicariato apostolico di Phnom-Penh).
Il 3 dicembre 1924 assunse il nome di vicariato apostolico di Saigon in forza del decreto Ordinarii Indosinensis della Congregazione di Propaganda Fide.
L'8 gennaio 1938 cedette una porzione del suo territorio a vantaggio dell'erezione del vicariato apostolico di Vĩnh Long (oggi diocesi).
Il 24 novembre 1960 il vicariato apostolico cedette un'altra porzione del suo territorio a vantaggio dell'erezione della diocesi di Mỹ Tho e nel contempo fu elevato al rango di arcidiocesi metropolitana con la bolla Venerabilium Nostrorum di papa Giovanni XXIII.
Il 14 ottobre 1965 cedette ulteriori porzioni di territorio a vantaggio dell'erezione delle diocesi di Phú Cuong e di Xuân Lôc.
Il 23 novembre 1976 l'arcidiocesi ha assunto il nome attuale.

## Cronotassi dei vescovi
Si omettono i periodi di sede vacante non superiori ai 2 anni o non storicamente accertati.
- Dominique Lefèbvre, M.E.P. † (11 marzo 1844 - 1864 dimesso)
- Jean-Claude Miche, M.E.P. † (1864 succeduto - 1º dicembre 1873 deceduto)
- Isidore-François-Joseph Colombert, M.E.P. † (1º dicembre 1873 succeduto - 31 dicembre 1894 deceduto)
- Jean-Marie Dépierre, M.E.P. † (12 aprile 1895 - 17 ottobre 1898 deceduto)
- Lucien-Emile Mossard, M.E.P. † (11 febbraio 1899 - 11 febbraio 1920 deceduto)
- Victor-Charles Quinton, M.E.P. † (11 febbraio 1920 succeduto - 4 ottobre 1924 deceduto)
- Isidore-Marie-Joseph Dumortier, M.E.P. † (7 dicembre 1925 - 16 febbraio 1940 deceduto)
- Jean Cassaigne, M.E.P. † (20 febbraio 1941 - 20 settembre 1955 dimesso)
- Simon Hòa Nguyễn Văn Hiền † (20 settembre 1955 - 24 novembre 1960 nominato vescovo di Ðà Lat)
- Paul Nguyễn Văn Bình † (24 novembre 1960 - 1º luglio 1995 deceduto)
  - Sede vacante (1995-1998)[4]
- Jean-Baptiste Phạm Minh Mẫn (1º marzo 1998 - 22 marzo 2014 ritirato)
- Paul Bùi Văn Đọc † (22 marzo 2014 succeduto - 6 marzo 2018 deceduto)
- Joseph Nguyễn Năng, dal 19 ottobre 2019

## Statistiche
L'arcidiocesi nel 2022 su una popolazione di 8.635.962 persone contava 713.677 battezzati, corrispondenti all'8,3% del totale.
| anno | popolazione | popolazione | popolazione | presbiteri | presbiteri | presbiteri | presbiteri                | diaconi | religiosi | religiosi | parrocchie |
| anno | battezzati  | totale      | %           | numero     | secolari   | regolari   | battezzati per presbitero | diaconi | uomini    | donne     | parrocchie |
| ---- | ----------- | ----------- | ----------- | ---------- | ---------- | ---------- | ------------------------- | ------- | --------- | --------- | ---------- |
| 1949 | 115.000     | 2.500.000   | 4,6         | 138        | 135        | 3          | 833                       |         | 96        | 838       | 16         |
| 1970 | 507.753     | 2.887.943   | 17,6        | 499        | 344        | 155        | 1.017                     |         | 626       | 1.991     | 128        |
| 1979 | 389.604     | 3.500.000   | 11,1        | 414        | 370        | 44         | 941                       |         | 364       | 1.477     | 201        |
| 1999 | 524.281     | 4.989.703   | 10,5        | 442        | 273        | 169        | 1.186                     |         | 974       | 2.674     | 186        |
| 2000 | 541.302     | 5.063.871   | 10,7        | 453        | 282        | 171        | 1.194                     |         | 1.023     | 2.485     | 188        |
| 2001 | 558.577     | 5.169.449   | 10,8        | 458        | 284        | 174        | 1.219                     |         | 1.157     | 3.046     | 191        |
| 2002 | 573.343     | 5.222.100   | 11,0        | 484        | 290        | 194        | 1.184                     |         | 1.214     | 2.762     | 193        |
| 2003 | 583.209     | 5.087.365   | 11,5        | 486        | 285        | 201        | 1.200                     |         | 1.488     | 3.294     | 194        |
| 2004 | 602.478     | 5.454.298   | 11,0        | 519        | 289        | 230        | 1.160                     |         | 1.607     | 3.382     | 195        |
| 2010 | 671.229     | 6.780.217   | 9,9         | 632        | 305        | 327        | 1.062                     |         | 2.129     | 3.306     | 199        |
| 2014 | 683.988     | 7.395.078   | 9,2         | 724        | 336        | 388        | 944                       |         | 2.155     | 3.768     | 200        |
| 2017 | 697.244     | 7.844.791   | 8,9         | 961        | 345        | 616        | 725                       |         | 3.109     | 6.003     | 202        |
| 2020 | 703.166     | 8.531.082   | 8,2         | 886        | 360        | 526        | 793                       |         | 3.474     | 7.572     | 203        |
| 2022 | 713.677     | 8.635.962   | 8,3         | 953        | 379        | 574        | 748                       |         | 3.286     | 4.242     | 203        |